# ACS Poli Timișoara
Maillots
L'ACS Poli Timișoara est un club de football professionnel roumain basé à Timișoara dans le Județ de Timiș fondé en 2012. Il est le successeur du club du Politehnica Timișoara